# RS-486
Pour les articles homonymes, voir Route 486.

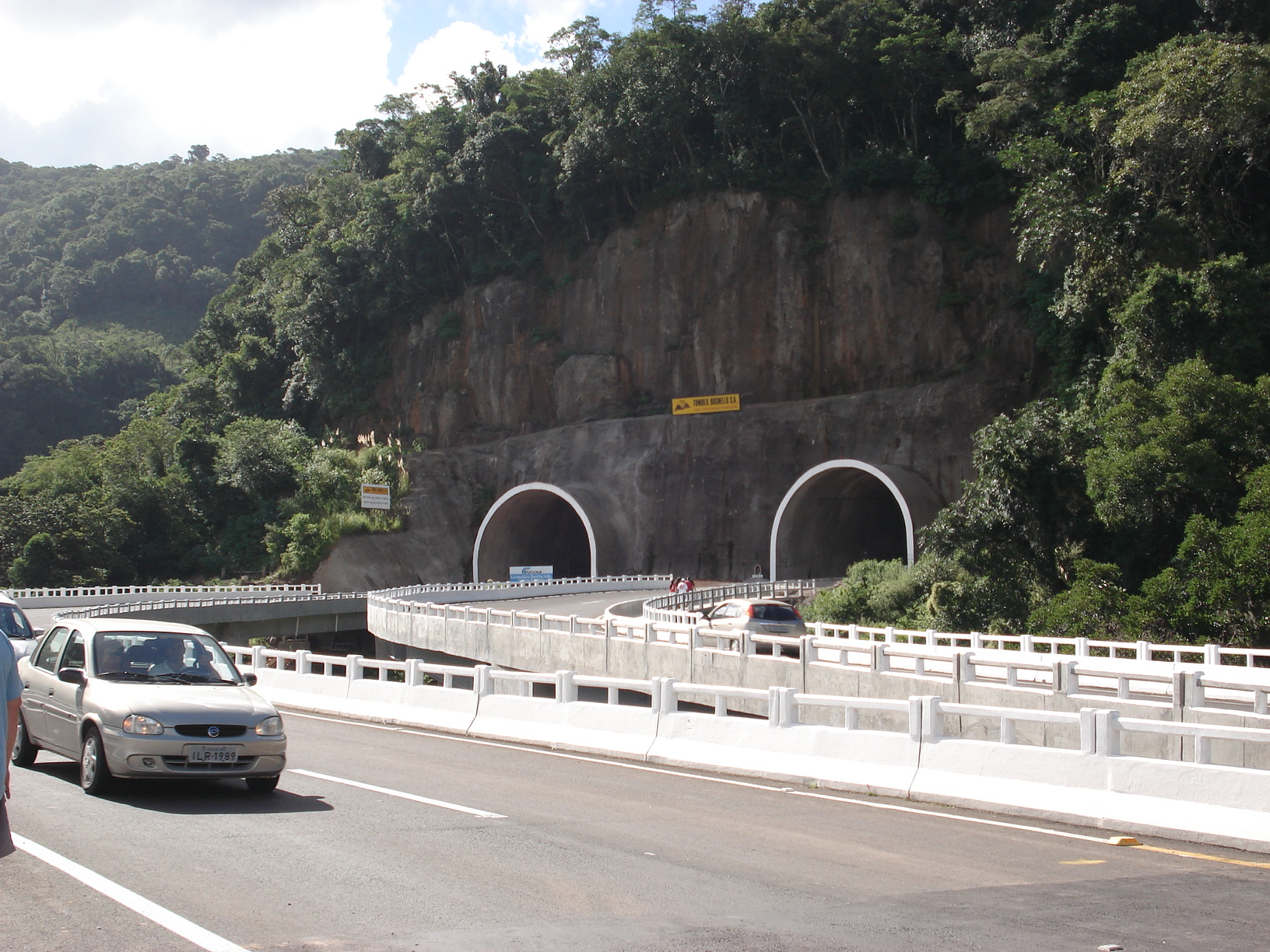
Tunnels sur la RS-486, « Rota do Sol » (Route du soleil).

La RS 486 est une route locale du Nord-Ouest de l'État du Rio Grande do Sul, reliant la BR-453, depuis le district Aratinga de la municipalité de São Francisco de Paula, à la RS-389, dans le district Curumim de la commune de Capão da Canoa. Elle dessert São Francisco de Paula, Itati, Terra de Areia et Capão de Canoa, et est longue de 54,010 km.